# Броај ле Лупс ет Верфонтен
Броај ле Лупс ет Верфонтен (фр. Broye-les-Loups-et-Verfontaine) насеље је и општина у источној Француској у региону Франш-Конте, у департману Горња Саона која припада префектури Везул.
По подацима из 2011. године у општини је живело 105 становника, а густина насељености је износила 15,0 становника/km². Општина се простире на површини од 7 km². Налази се на средњој надморској висини од 223 метара (максималној 254 m, а минималној 213 m).

## Демографија
| 1962. | 1968. | 1975. | 1982. | 1990. | 1999. | 2011. |
| ----- | ----- | ----- | ----- | ----- | ----- | ----- |
| 92    | 112   | 101   | 68    | 72    | 83    | 105   |

График промене броја становника у току последњих година